# セキレイのディスコグラフィ
セキレイのディスコグラフィでは、ソニーミュージックディストリビューションから発売された、テレビアニメ『セキレイ』の関連CDについて記述する。

## キャラクターソング

### セキレイ／Dear sweet heart
2008年7月23日にアニプレックス（）からリリースされた両A面シングル。テレビアニメ『セキレイ』オープニングテーマとエンディングテーマを収録している。
歌っているのは、同アニメで主要キャラを演じている早見沙織、井上麻里奈、花澤香菜、遠藤綾の4人。ジャケットには結と草野がプリントされている。2009年5月29日放映のBS熱中夜話にてメロディは、『サクラ大戦3 〜巴里は燃えているか〜』で使用された「御旗のもとに」より構成上のヒントを得たと神前暁自身が語っている。
収録曲
（全作詞：ヤスカワショウゴ、作曲・編曲：神前暁）
1. セキレイ [4:25]
  - テレビアニメ『セキレイ』オープニングテーマ
2. Dear sweet heart [4:24]
  - テレビアニメ『セキレイ』エンディングテーマ
3. セキレイ（ Off Vocal Version）
4. Dear sweet heart （Off Vocal Version）

### 約束 I'm with You／SURVIVE BABY SURVIVE!
2009年11月4日にアニプレックスから発売されたシングル。PlayStation 2用ソフト『セキレイ 〜未来からのおくりもの〜』オープニングテーマとエンディングテーマを収録している。同ゲームでヒロイン4人を演じる早見沙織・井上麻里奈・花澤香菜、遠藤綾が歌っている。ジャケットには結、月海、草野、松が描かれている。
収録曲
（全作詞：ヤスカワショウゴ） 
1. 約束 I'm with You [4:49]
作詞：ヤスカワショウゴ、作曲・編曲：岡部啓一
  - PlayStation 2用ソフト『セキレイ 〜未来からのおくりもの〜』オープニングテーマ
2. SURVIVE BABY SURVIVE! [3:57]
作詞：ヤスカワショウゴ、作曲・編曲：神前暁（MONACA）
  - PlayStation 2用ソフト『セキレイ 〜未来からのおくりもの〜』エンディングテーマ
3. 約束 I'm with You（Off Vocal Version）
4. SURVIVE BABY SURVIVE （Off Vocal Version）

### 白翼ノ誓約〜Pure Engagement〜／おんなじきもち
2010年7月21日にアニプレックス（ソニーミュージックディストリビューション）からリリースされた両A面シングル。テレビアニメ『セキレイ〜Pure Engagement〜』オープニングテーマとエンディングテーマを収録している。
同アニメでヒロイン4人を演じている早見沙織・井上麻里奈・花澤香菜、遠藤綾が歌っている。ジャケットには極楽院櫻子による結、月海、草野、松の書き下ろしイラストが描かれている。初回限定盤にはノンクレジット主題歌と、第零羽「閑話弐題」スペシャルトレーラーを収録したDVDが同梱されている。 
収録曲
1. 白翼ノ誓約〜Pure Engagement〜 [4:15] 
作詞：ヤスカワショウゴ、作曲：岡部敬一（MONACA）、編曲：岡部啓一・高田龍一（MONACA）
  - テレビアニメ『セキレイ〜Pure Engagement〜』オープニングテーマ
2. おんなじきもち [4:33] 
作詞：meg rock、作曲・編曲：神前暁（MONACA）
  - テレビアニメ『セキレイ〜Pure Engagement〜』エンディングテーマ
3. 白翼ノ誓約〜Pure Engagement〜（Off Vocal Version）
4. おんなじきもち（Off Vocal Version）

## コンピレーションアルバム
2010年9月29日発売。漫画作品『セキレイ』を原作とするアニメやゲーム、ネットラジオの主題歌・劇中歌を収録したベストアルバム。ジャケットは原作者・極楽院櫻子による描き下ろしで、結、月海、草野、松がヘッドフォンをしている様子がプリントされている。作品中でヒロインを演じる早見沙織、井上麻里奈、花澤香菜、遠藤綾の4名が歌う各作品のオープニングテーマやエンディングテーマの他、早見がソロで歌った曲も3曲収録。
期間生産限定盤はCDとDVDの2枚組で、DVDにはアニメ1期と2期のノンクレジットOP・EDが全種収録されている。また、作曲者や声優らのコメントやアニメ2期OPの原画が掲載された60Pのブックレット「CREATOR'S BOOK」も付属し、CDケースとブックレットを収納する三方背ケース付きで発売された。なお、限定盤は2011年2月までの生産となる。ボーナストラックとして、アニメ1期のDVD全巻購入特典CDソング「セキレイ〜ノン・ストップ・メガミックス〜」が収録されている。
収録曲
1. セキレイ [4:27]
歌：結（早見沙織）、月海（井上麻里奈）、草野（花澤香菜）、松（遠藤綾）
作詞：ヤスカワショウゴ、作曲・編曲：神前暁（MONACA）
アニメ『セキレイ』オープニングテーマ
2. Dear sweet heart [4:26]
歌：結（早見沙織）、月海（井上麻里奈）、草野（花澤香菜）、松（遠藤綾）
作詞：ヤスカワショウゴ、作曲・編曲：神前暁（MONACA）
アニメ『セキレイ』エンディングテーマ
3. きみを想うとき [4:37]
歌：結（早見沙織）
作詞：ヤスカワショウゴ、作曲・編曲：岡部啓一（MONACA）
アニメ『セキレイ』第十一羽エンディングテーマ
4. たまんない! KISS OR DIE!? [3:15]
歌：結（早見沙織）、月海（井上麻里奈）、草野（花澤香菜）、松（遠藤綾）
作詞：ヤスカワショウゴ、作曲・編曲：神前暁（MONACA）
ラジオ『セキレイらじお』テーマソング
5. 約束 I'm with You [4:50]
歌：結（早見沙織）、月海（井上麻里奈）、草野（花澤香菜）、松（遠藤綾）
作詞：ヤスカワショウゴ、作曲・編曲：岡部啓一（MONACA）
ゲーム『セキレイ〜未来からのおくりもの〜』オープニングテーマ
6. SURVIVE BABY SURVIVE! [3:57]
歌：結（早見沙織）、月海（井上麻里奈）、草野（花澤香菜）、松（遠藤綾）
作詞：ヤスカワショウゴ、作曲・編曲：神前暁（MONACA）
ゲーム『セキレイ〜未来からのおくりもの〜』エンディングテーマ
7. 白翼ノ誓約〜Pure Engagement〜 [4:13]
歌：結（早見沙織）、月海（井上麻里奈）、草野（花澤香菜）、松（遠藤綾）
作詞：ヤスカワショウゴ、作曲・編曲：岡部啓一（MONACA）
アニメ『セキレイ〜Pure Engagement〜』オープニングテーマ
8. おんなじきもち [4:31]
歌：結（早見沙織）、月海（井上麻里奈）、草野（花澤香菜）、松（遠藤綾）
作詞：meg rock、作曲・編曲：神前暁（MONACA）
アニメ『セキレイ〜Pure Engagement〜』エンディングテーマ
9. おぼえているから [4:13]
歌：結（早見沙織）
作詞：ヤスカワショウゴ、作曲・編曲：岡部啓一（MONACA）
アニメ『セキレイ〜Pure Engagement〜』第十羽エンディングテーマ
10. Change the World [4:56]
歌：結（早見沙織）
作詞：ヤスカワショウゴ、作曲・編曲：岡部啓一（MONACA）
アニメ『セキレイ〜Pure Engagement〜』最終羽劇中歌
11. LET'S GO GET U! [4:03]
歌：結（早見沙織）、月海（井上麻里奈）、草野（花澤香菜）、松（遠藤綾）
作詞：ヤスカワショウゴ、作曲・編曲：石濱翔（MONACA）
ラジオ『セキレイらじお〜Pure Engagement〜』テーマソング
12. セキレイ〜ノン・ストップ・メガミックス〜（BONUS TRACK） [11:25]
歌：結（早見沙織）、月海（井上麻里奈）、草野（花澤香菜）、松（遠藤綾）
作詞：ヤスカワショウゴ、作曲・編曲：岡部啓一（MONACA）
アニメ『セキレイ』DVD全巻購入特典CDソング